# 大梅克尔森
大梅克尔森是德国下萨克森州的一个市镇。总面积12.34平方公里，总人口484人，其中男性247人，女性237人（2011年12月31日），人口密度39人/平方公里。